# 978 a.C.

## Eventos
- Siamom sucede a Osocor, o Velho como faraó do Egito. Osocor começou a reinar em 984 a.C., e Sianum reinou até 959 a.C.[1]
- Segundo a cronologia de Jerônimo, Psusenés I torna-se o segundo faraó da XXI dinastia egípcia, sucedendo a Esmendes. Ele reinou por 41 anos.[2] Cálculos mais recentes colocam este reinado no período 1039 a.C. — 993 a.C.[1]